# Wiśniowa (województwo dolnośląskie)
Wiśniowa (niem. Rothkirschdorf) – wieś w Polsce położona w województwie dolnośląskim, w powiecie świdnickim, w gminie Świdnica.

## Podział administracyjny
W latach 1975–1998 miejscowość należała administracyjnie do województwa wałbrzyskiego.

## Historia
W XIII wieku wieś została wzmiankowana jako Christianii villa, ponieważ jej właściciel był Christian z Wierzbna. W XVI wieku wzniesiono tu renesansowy dwór.

## Zabytki
Do wojewódzkiego rejestru zabytków wpisany jest:
- zespół pałacowy z końca XIX wieku:
  - pałac z lat 1872–1884 w stylu neorenesansu francuskiego, rozbudowany w 1899 roku w stylu manieryzmu północnego[5].

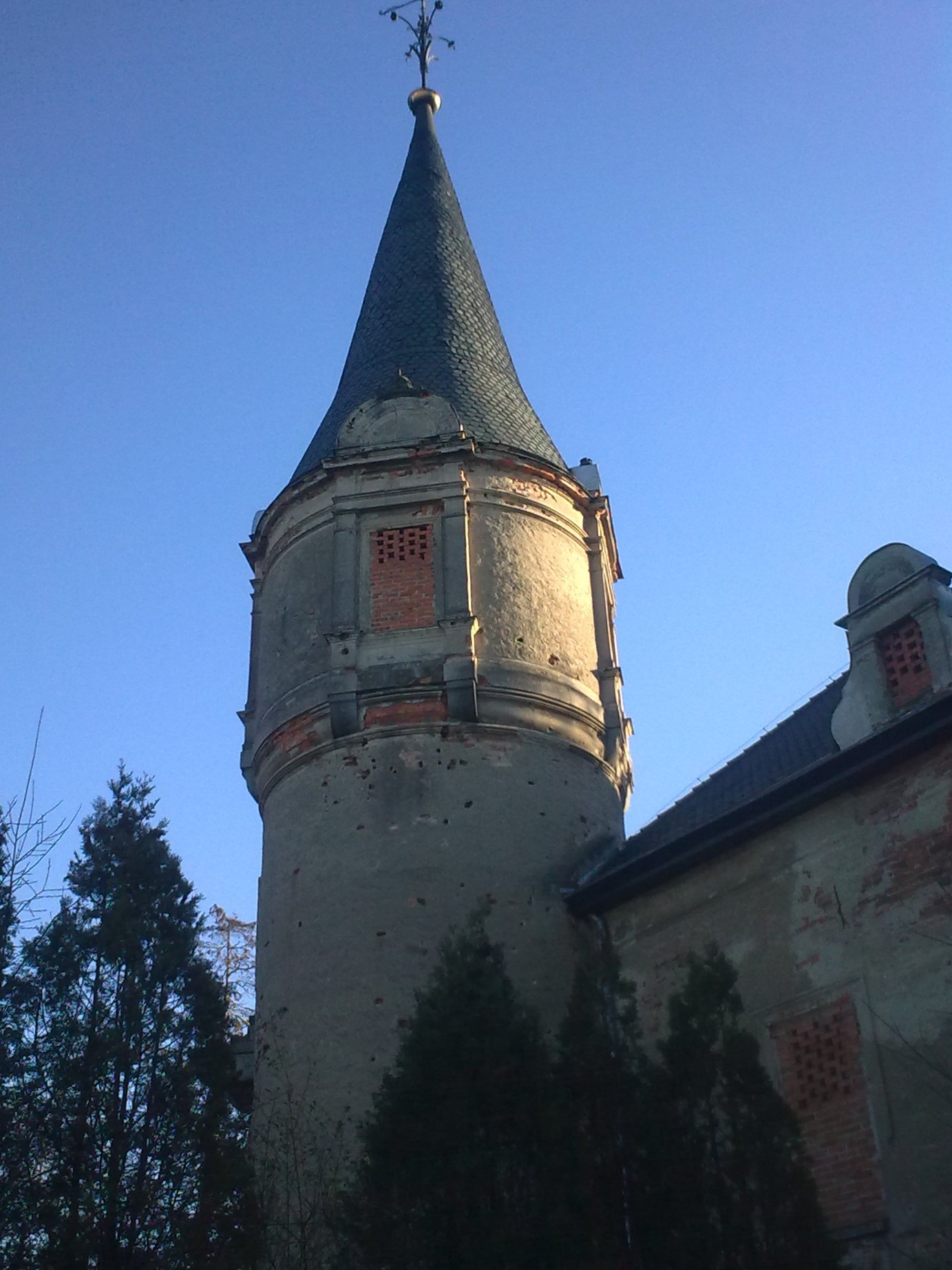
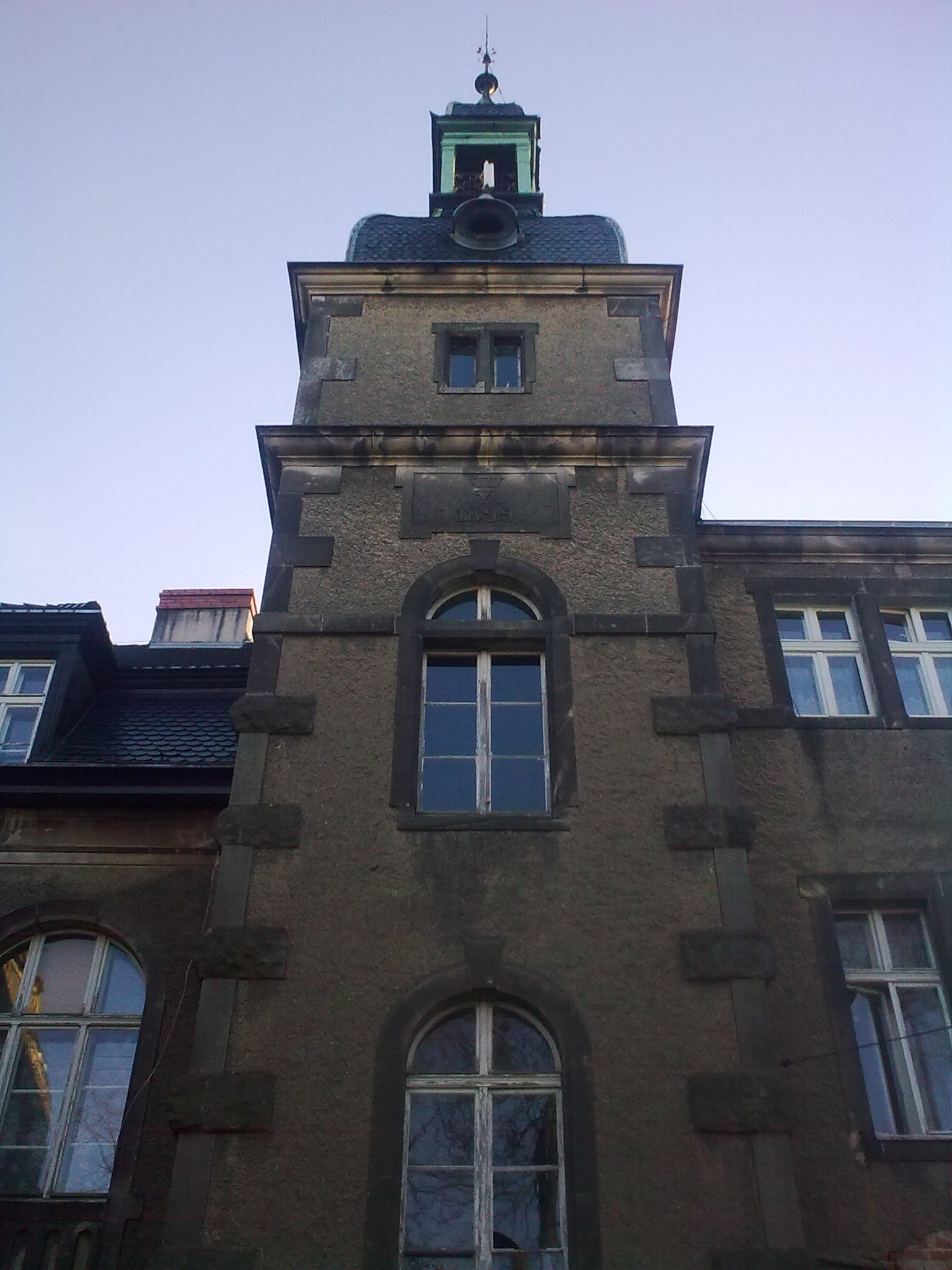
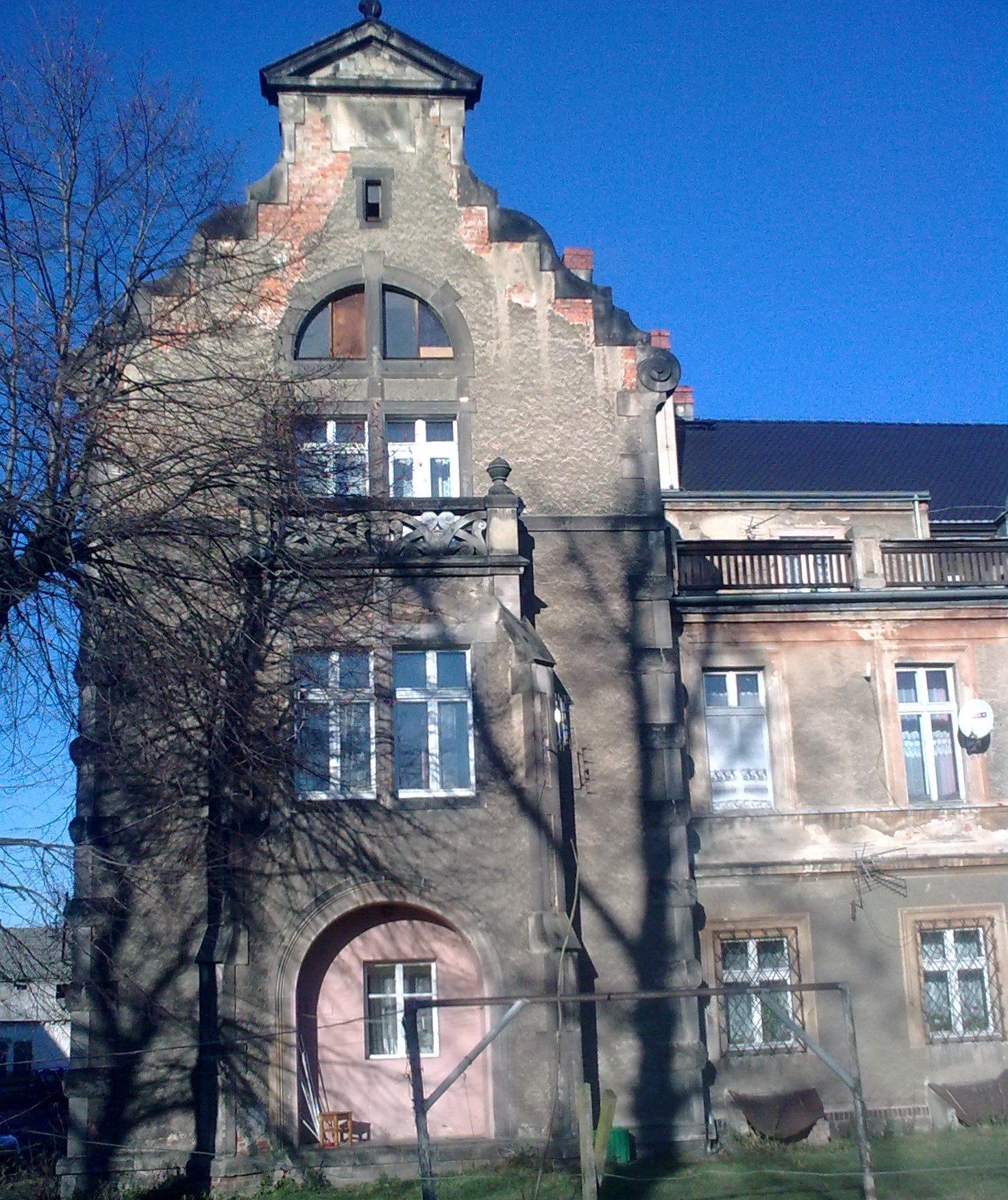
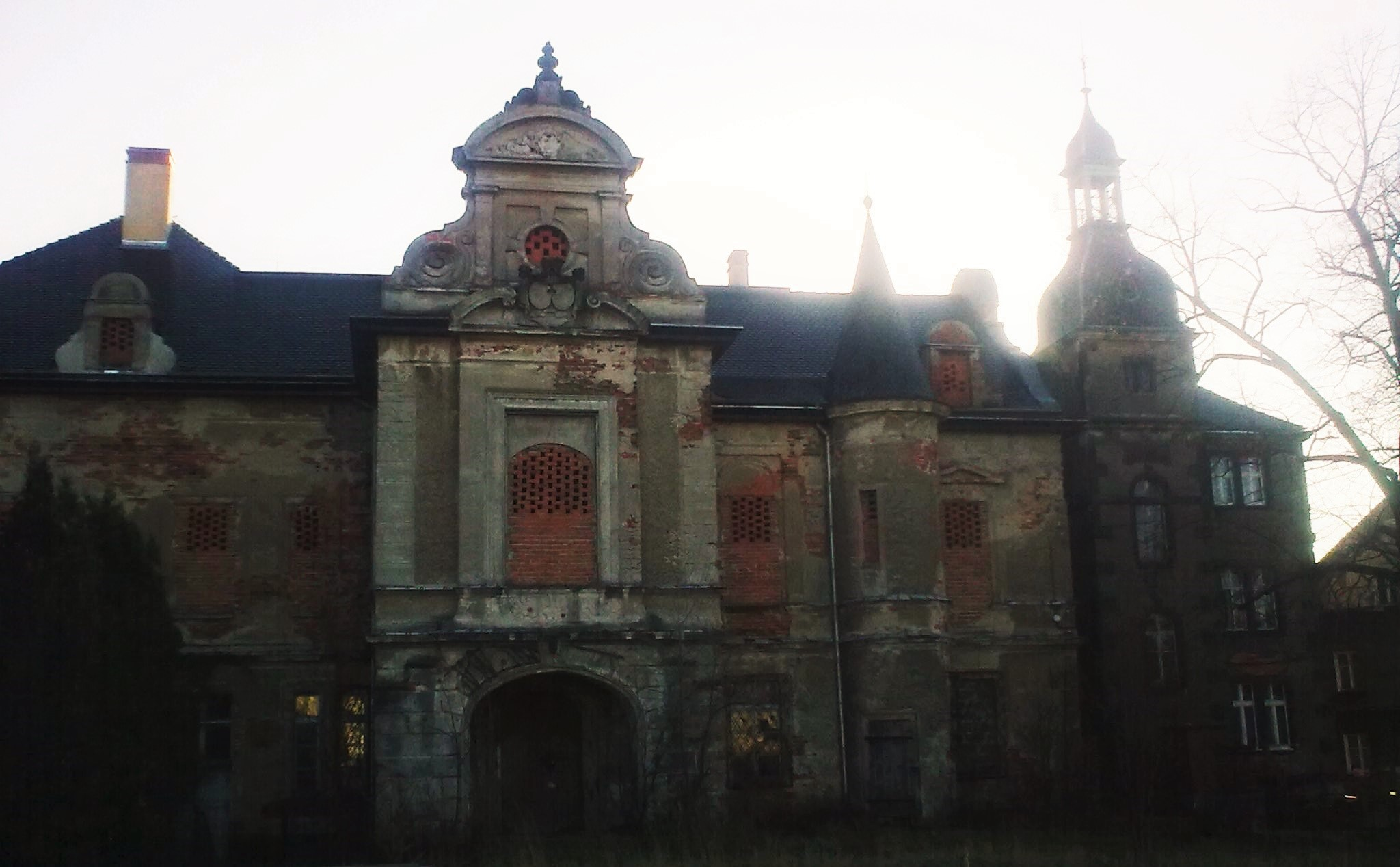
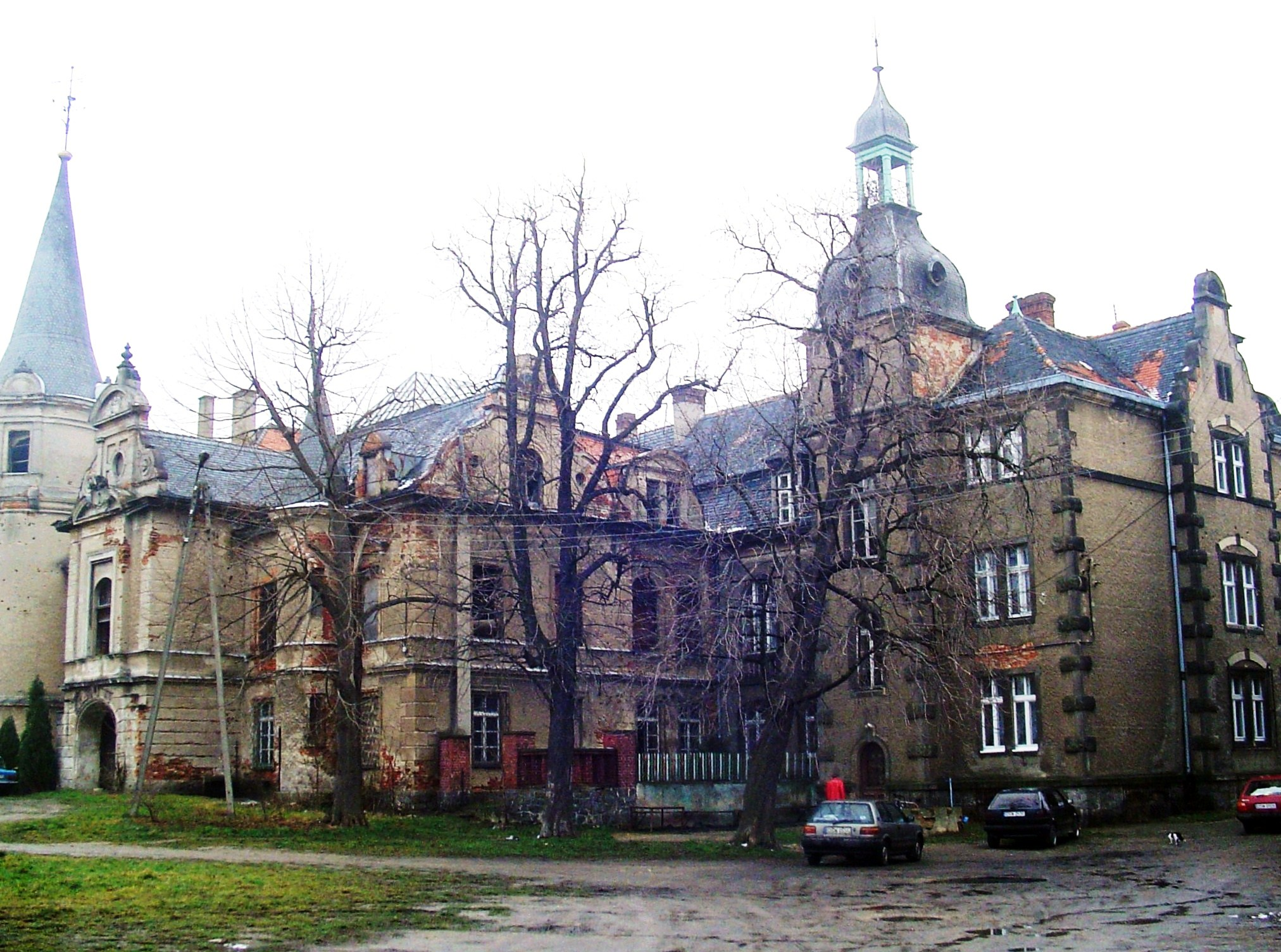

  - park